# Kagerou Project
Kagerou Project (カゲロウプロジェクト?, Kagerō Purojekuto) è un progetto multimediale giapponese la cui idea è originata da una serie di canzoni Vocaloid. L’autore di queste canzoni è Jin, conosciuto sul web anche con il nome di Shinzen no teki-p, che inizialmente pubblicava le canzoni sul sito Niconico. La serie è anche conosciuta anche con un altro nome, ovvero, Kagerou Daze (カゲロウデイズ?, Kagerō Deizu) o "Kagerou days", titolo della canzone più famosa della serie. Inizialmente le canzoni erano cantate da Miku Hatsune, che successivamente fu sostituita da IA. Il progetto ha avuto in seguito diversi adattamenti: una serie di light novel, una serie TV (anime) e una serie manga.

## Trama
La trama differisce nelle varie versioni mediali: solo l’inizio della storia rimane invariato insieme al passato dei protagonisti e alcune scene. Il 14 agosto, Shintaro, che è un Hikikomori e un NEET, si trova a uscire di casa per comprare una nuova tastiera per il Pc, dopo aver accidentalmente versato una bibita di soda su quella vecchia. Giunto in un grande negozio di elettronica, si trova nel mezzo di un tentativo di rapina: questo provoca il panico e i clienti presenti cercano riparo scappando e nascondendosi. Per proteggersi, Shintaro si unisce a un gruppo di altri ragazzi, chiamato Mekakushi-dan, di cui sua sorella minore Momo fa già parte. L'entrata nel gruppo è l'inizio della serie di avventure e strani eventi che caratterizzano l'intera storia. Ci sono tre tipi di finali che differiscono nelle varie versioni (musicale, manga, anime e light novel): troviamo sia un lieto fine (good end), che uno drammatico (bad end), fino a quello dell'anime che rappresenta un "true end" (il vero finale della serie).

## Personaggi

### Personaggi principali
Ayano Tateyama (楯山 文乃?, Tateyama Ayano) Doppiato da: Mai Nakahara
Ayano è la figlia di un insegnante, Kenjirou, e di un’archeologa, Ayaka, e ha due fratelli, Kano e Seto, e una sorella, Kido. Ayano è la fondatrice del gruppo Mekakushi-dan. Ogni membro del mekakushi possiede un numero che lo rappresenta e, essendo la fondatrice, quello di Ayano è lo “0“. Il giorno in cui si suicida gettandosi dal tetto della scuola, entra nel mondo fantastico chiamato Kagerou Daze. Qui è posseduta da uno dei serpenti acquisendo l’abilità dei “Favoring Eyes” che le permette di proiettare pensieri e ricordi condividendoli con altre persone.
Tsubomi Kido (木戸 つぼみ ?, Kido Tsubomi) Doppiato da: Yūko Kaida
Kido è il capo del gruppo Mekakushi-dan e quindi è il numero 1 del gruppo. È la figlia illegittima di una famiglia ricca. Muore insieme alla sorella nell'incendio della loro casa ed entrano nel Kagerou Daze. In questo mondo è posseduta da uno dei serpenti ottenendo l’abilità dei “Concealing Eyes”, che le permette di diventare invisibile e di nascondere la presenza di chiunque sia vicino o accanto a lei.
Kōsuke Seto (瀬戸 幸助?, Seto Kōsuke) Doppiato da: Sōichirō Hoshi(adulto), Sayori Ishizuka (bambino)
È il numero 2 del gruppo Mekakushi-dan. Seto è un orfano che ha perso i genitori quando era molto piccolo e, a causa della sua natura timida e del suo corpo gracile, ha avuto problemi a relazionarsi con le altre persone da cui era deriso e malmenato. Seto muore annegato in un fiume, nel tentativo di salvare un cane. Nel mondo Kagerou Daze, è posseduto dal serpente con l’abilità degli “Stealing Eyes” che permette di sentire i pensieri di coloro che lo guardano negli occhi.
Shūya Kano (鹿野 修哉?, Kano Shūya) Doppiato da: Shinnosuke Tachibana (adulto), Yuki Kaida (bambino)
Shūya è il membro n.3 del Mekakushi-dan. Da bambino, non ha frequentato l’asilo nido e ha passato l’infanzia a casa con la madre, dove sono uccisi da alcuni ladri. Viene posseduto dal serpente con l’abilità dei “Deceiving Eyes”, acquisendo la capacità di apparire agli occhi degli altri in differenti forme.
Marry Kozakura (小桜 茉莉?, Kozakura Marry) Doppiato da: Kana Hanazawa
È il membro n.4 del Mekakushi-dan. Marry è una ragazza il cui corpo è composto per un quarto da quello di una medusa. Da bambina, ha vissuto in una piccola casa nel bosco con la madre. Muore insieme alla madre e ancora insieme entrano nel Kagerou Daze, dove Azami regala alla madre il serpente con l’abilità dei “Combining Eyes”. La madre si sacrifica e rinuncia a questo potere per dare una seconda chance alla figlia cercando di farla tornare a vivere. In questo modo, oltre al potere dei “Locking Eyes”, che le permette di bloccare chiunque l'osserva e che possiede a causa del suo sangue di Medusa, acquisisce anche il potere dei “Combining Eyes”, che le consente di combinare e controllare tutte le altre abilità dei “serpenti”.
Momo Kisaragi (如月 桃?, Kisaragi Momo) Doppiato da: Nanami Kashiyama
È il membro n.5 del Mekakushi-dan. Momo è la sorella minore di Shintaro e ha dei complessi d’inferiorità nei confronti del geniale fratello, sentendosi costantemente messa in ombra e incapace di avere fiducia in se stessa. Anche lei muore affogata ed entra nel Kagerou Daze, dove viene posseduta dal serpente con l’abilità dei “Captivating Eyes”, facendole acquisire il potere di attrarre la gente a sé.
Takane Enomoto/Ene (榎本 貴音?, Enomoto Takane) Doppiato da: Kana Asumi
È il membro n.6 del Mekakushi-dan. A causa di problemi legati al sonno, ha avuto difficoltà a sviluppare relazioni con le persone intorno a lei fin da quando era una bambina. Al liceo ha frequentato una classe per handicappati, dove gli unici alunni erano lei e Haruka Kokonose. Muore avvelenata e nel Kagerou Daze ottiene l’abilità degli “Opening Eyes" che la rende immortale.
Shintarō Kisaragi (如月 伸太郎 ?, Kisaragi Shintarō) Doppiato da: Takuma Terashima
È il membro n.7 del Mekakushi-dan. È un ragazzo molto intelligente, ma dal carattere apatico. Al liceo ha cercato di evitare il contatto con le altre persone dopo la morte di Ayano, per poi decidere in seguito di rinchiudersi nella sua camera. Un giorno incontra Ene, la ragazza virtuale che vive nel suo computer, e da quel momento la sua vita cambia drasticamente.
Hibiya Amamiya (雨宮 響也?, Amamiya Hibiya) Doppiato da: Misuzu Togashi
È il membro n.8 del Mekakushi-dan. Hibiya ottiene il potere dell'“Eye Focusing" che permette di riuscire a vedere oggetti e cose da molto lontano, come da una visuale aerea.
Haruka Kokonose/Konoha  (九ノ瀬 遥 ?, Kokonose Haruka) Doppiato da: Mamoru Miyano
È il membro n.9 del Mekakushi-dan. Haruka è debole di fisico fin da quando era piccolo e spesso ricoverato in ospedale. Insieme a Takane, fu assegnato alla classe per gli handicappati, dato che non riusciva a frequentare il liceo a causa delle sue condizioni. Muore a causa di un ictus e nel Kagerou Daze ottiene il potere degli “Awakening Eyes" che gli permette di poter ricreare il suo corpo secondo uno stile che lui trovasse “ideale”.

### Altri personaggi
Azami  (アザミ ?, Azami ) Doppiato da: Satomi Arai
Tsukihiko  (ツキヒコ?, Tsukihiko) Doppiato da: Takehito Koyasu
Shion Kozakura (小桜 紫苑 ?,  Kozakura Shion ) Doppiato da: Akemi Okamura
Hiyori Asahina  (朝比奈 日和 ?, Asahina Hiyori ) Doppiato da: Kotori Koiwai
Ayaka Tateyama (楯山 絢香?,  Tateyama Ayaka) Doppiato da: Mako Hyōdō
Kenjirō Tateyama  (楯山 研次朗?,  Tateyama Kenjirō ) Doppiato da: Keiji Fujiwara
Rin Kido  (木戸 凛?,  Kido Rin ) Doppiato da: Yuki Kaida

## Canzoni
Il progetto era iniziato come una serie di canzoni Vocaloid di cui Jin aveva scritto il testo e composto le musiche nel 2011.
Il primo album si chiama Mekakucity Days ed è stato pubblicato il 30 maggio del 2012. Il secondo album fu pubblicato il 29 maggio 2013 con il titolo di Mekakucity Records. Entrambi gli album hanno 13 tracce in totale: 11 canzoni e 2 strumentali.
Il 15 agosto del 2017 fu annunciato un terzo album dal nome di Mekakucity Reload .
Alcune canzoni presentano un video promozionale animato e disegnato da Sidu e da Wannyanpu.

### Canzoni cantate da Hatsune Miku
- Jinzō Enemy

È la prima canzone della serie e inizialmente cantata dalla Vocaloid Hatsune Miku. La canzone parla di Ene, una ragazza normale che un giorno si ritrova a essere un’entità virtuale che vive dentro il computer di Shintaro, un ragazzo Hikikomori e Neet che è in quello stato a causa della perdita di una cara amica. Alla fine della canzone Shintaro elimina definitivamente Ene dal suo computer.
- Mekakushi Code

La canzone parla di un gruppo, chiamato il “Dan”, che compie delle missioni quotidiane. Il leader è Kido che, con la sua abilità, aiuta i suoi compagni in queste missioni. Parla anche di come questo gruppo sia formato da individui con poteri particolari legati agli occhi.
- Kagerou Days

La storia narra le vicende di due ragazzi: Hibiya e Hiyori. Questi due si ritrovano in loop infinito e a dover rivivere lo stesso giorno (il 15 agosto) dove la ragazza muore in continuazione e il ragazzo prova a salvarla. Alla fine di questa canzone Hibiya si sacrifica per salvare Hiyori, sperando di rompere questa maledizione, ma non ci riesce e i ruoli vengono invertiti.

### Canzoni cantate da IA
- Headphone actor

La storia racconta di Takane, una ragazza che, mentre ascolta la radio, sente che il presidente annuncia la fine del mondo. Takane dalle sue cuffie riceve un avvertimento da parte di qualcuno che le dice che ha poco tempo per salvarsi. Alla fine della canzone Takane si salva, ma si ritrova con una grande sorpresa.
- Kūsō Forest

Questa canzone è dedicata a Marry e narra la sua storia di quando era bambina. Lei viveva insieme alla madre in una casa in un bosco e le era proibito giocare fuori dall’abitazione. Un giorno Marry disubbidisce agli avvertimenti della madre e viene aggredita da alcuni bambini che la vogliono uccidere. Shion, la madre di Marry, a causa di un forte stress dovuto dall’eccessivo utilizzo del suo potere, muore. Marry si sente in colpa per questo evento e continua a vivere in quella casa, finché un giorno appare Seto che la convince a unirsi al gruppo.
- Konoha no sekai jijou

Si parla di un ragazzo di nome Konoha che si ritrova nel loop temporale insieme a Hibiya e Hiyori, e osserva i due ragazzi che cercano di salvarsi la vita a vicenda. Konoha cerca di aiutare i due ragazzi, ma non riesce mai ad arrivare in tempo.
- Kisaragi Attention

La canzone parla di Momo, un idol che vorrebbe avere una vita normale, perché da quando è diventata famosa non ha mai del tempo per la vita privata. Un giorno riesce a ottenere un giorno libero e va in giro per la città, ma viene riconosciuta dai fan e si ritrova a dover scappare. Stufa di quelle attenzioni piange in un vicolo dove incontra Kido che la invita a entrare nel Mekakushi-dan e dopo essere entrata a farne parte la sua vita cambia in meglio.
- Children Record

La canzone viene usata come sigla d’apertura per l’intera serie.
- Yobanashi Deceive

La canzone è dedicata a Kano: racconta come il ragazzo mente in continuazione e si crea delle “maschere” per adattarsi alle situazioni e mostra in che rapporti si trova con Kido e Seto. Il ragazzo si considera un mostro per via del suo potere e non riesce ad aprirsi con le persone.
- Lost Time Memory

Canzone dedicata a Shintaro. Il testo spiega come sia morta Ayano e narra di due Route (ovvero due linee temporali differenti, ma parallele): la XX e 1. Nella XX Shintaro non riesce ad accettare la morte di Ayano e cade in depressione; questo lo porta ad ammazzare Ene e a suicidarsi con un paio di forbici. Nella Route 1 Shintaro entra nel Mekakushi-dan e si sacrifica per impedire a Kuroha di suicidarsi. Nella Route 1 riesce a ottenere da Ayano il potere del serpente “Favoring Eyes" perché accetta la morte della sua amica.
- Ayano no Koufuku Riron

In questa canzone si parla del rapporto che Ayano ha con Kido, Kano e Seto, i suoi fratelli adottivi, e di come sia stato creato il Mekakushi-dan. Ayano cerca di tirare su di morale i suoi fratellini facendo finta di essere un eroe. Dopo la morte di sua madre, Ayano scopre che suo padre conduce degli esperimenti su due studenti: Haruka e Takane. Il padre vuole infatti ucciderli per riportare in vita la moglie. Avendo scoperto tutto questo, Ayano si suicida per entrare nel Kagerou Daze e ottenere il potere che possa salvare la sua famiglia.
- Otsukimi Recital

Le scene descritte in questa canzone hanno luogo dopo la morte di Hiyori, per la cui sorte Hibiya è molto depresso. Momo cerca di tirare su di morale il ragazzo portandolo fuori per farlo divertire, ma il ragazzo non riesce proprio a dimenticare la ragazza. Pertanto Momo usa il suo potere dicendogli che non è solo e che deve accettare il potere che ha ottenuto.
- Yuukei Yesterday

Parla di quando Takane e Haruka erano umani e del rapporto che avevano quando erano a scuola. Entrambi frequentavano la stessa classe per handicappati. Alla fine della canzone Takane ha una cotta per Haruka.
- Outer science

Questa canzone viene considerata come la bad end dell’intera storia. In questa canzone vediamo il serpente del "Clearing Eyes" impossessarsi di Konoha facendolo diventare Kuroha. Quest’ultimo riesce ad ammazzare tutti i membri del Mekakushi-dan e a manipolare Marry nell’utilizzare il potere del “Combining Eyes" per ritornare indietro nel tempo.
- Shounen Brave

Questa canzone è dedicata a Seto, uno dei membri del Mekakushi-dan. Racconta il suo passato e come ha ottenuto il suo potere entrando nel Kagerou Daze. La canzone è collegata a Kūsō Forest: infatti la canzone è dal punto di vista di Seto nel suo incontro con Marry e di come il ragazzo l'abbia convinta a unirsi al gruppo.
- Toumei Answer

La canzone è dedicata a Shintaro e alle sue caratteristiche. I fatti sono precedenti alla morte di Ayano Tateyama, compagna di classe di Shintaro che in seguito si suiciderà.
- Ene no Dennō Kikō

Una canzone dedicata a Ene, collegata a Headphone Actor.
- Gunjou Rain

Canzone che parla dei sentimenti della madre di Marry, Shion, che spera che la pioggia non finisca mai, così che la figlia non esca di casa per proteggerla dal mondo esterno. Quando Shion muore si pente delle sue decisioni e spera che sua figlia abbia comunque un futuro meraviglioso.
- Shinigami Record

La canzone parla di Azami, la nonna di Marry e della sua storia, e del suo incontro con il marito e di come ha creato quel mondo senza fine.
- Dead and Seek

Questa canzone parla di Kenjiro dopo la morte della moglie e di come lui stia impazzendo a causa di tale incidente. Ci informa anche degli esperimenti che compie su due studenti e di come lui li voglia usare per riportare in vita la moglie.
- Marry no Kakuu Sekai

Parla dei sentimenti di Marry in una realtà parallela e di come vuole ritornare indietro nel tempo per proteggere tutti i suoi amici dopo che il serpente del “Clearing Eyes” ha ucciso tutti quanti.
- Summer time record

È il good end della saga e la fine della storia. Racconta la vista degli altri personaggi alla fine degli eventi.
- Shissou word

È la prima canzone dell’album Mekakucity Reload. Parla della crescita di Kido.

## Media

### Light novel
Jin, mentre produceva le canzoni della serie, ha scritto le light novel per il progetto con le illustrazioni a cura di Sidu. Complessivamente, i volumi della light novel sono 8. Il 30 maggio del 2012, la Enterbrain pubblicò e stampò il primo volume della serie, mentre l’ottavo e ultimo volume fu pubblicato in Giappone il 29 dicembre del 2017.
| Nº | Giapponese 「Kanji」 - Rōmaji                                                        | Data di prima pubblicazione              | Data di prima pubblicazione |
| Nº | Giapponese 「Kanji」 - Rōmaji                                                        | Giapponese                               |                             |
| 1  | 「カゲロウデイズ ‐in a daze‐」 - Kagerou Daze I -in a daze-                          | 30 maggio 2012 ISBN 978-4-04-728059-5    |                             |
| 2  | 「カゲロウデイズII -a headphone actor-」 - Kagerou Daze II -a headphone actor-       | 29 settembre 2012 ISBN 978-4-04-728339-8 |                             |
| 3  | 「カゲロウデイズIII -the children reason-」 - Kagerou Daze III -the children reason- | 30 maggio 2013 ISBN 978-4-04-728944-4    |                             |
| 4  | 「カゲロウデイズIV -the missing children-」 - Kagerou Daze IV -the missing children- | 30 agosto 2013 ISBN 978-4-04-729099-0    |                             |
| 5  | 「カゲロウデイズV -the deceiving-」 - Kagerou Daze V -the deceiving-                 | 29 marzo 2014 ISBN 978-4-04-729530-8     |                             |
| 6  | 「カゲロウデイズVI ‐over the dimension‐」 - Kagerou Daze VI -over the dimension-     | 30 marzo 2015 ISBN 978-4-04-730326-3     |                             |
| 7  | 「カゲロウデイズVII -from the darkness-」 - Kagerou Daze VII -from the darkness-     | 29 agosto 2016 ISBN 978-4-04-730745-2    |                             |
| 8  | 「カゲロウデイズVIII -summer time reload-」 - Kagerou Daze VIII -summer time reload- | 29 dicembre 2017 ISBN 978-4-04-734622-2  |                             |

### Manga
L'adattamento manga del progetto iniziò 15 giugno del 2012 con la pubblicazione dei singoli capitoli sulla rivista Monthly Comic Gene e con la pubblicazione tankōbon il 27 novembre del 2012 dalla Media Factory. Tutti i volumi del manga prendono il nome di Kagerou Daze. I volumi totali pubblicati sono 13. Le illustrazioni del manga sono disegnate da Mahiro Satou .
| Nº | Data di prima pubblicazione | Data di prima pubblicazione | Data di prima pubblicazione |
| Nº | Giapponese                  | Giapponese                  |                             |
| -- | --------------------------- | --------------------------- | --------------------------- |
| 1  | 27 novembre 2012            | ISBN 978-4-84-014762-0      |                             |
| 2  | 27 marzo 2013               | ISBN 978-4-84-015039-2      |                             |
| 3  | 27 agosto 2013              | ISBN 978-4-84-015316-4      |                             |
| 4  | 27 marzo 2014               | ISBN 978-4-04-066513-9      |                             |
| 5  | 27 giugno 2014              | ISBN 978-4-04-066595-5      |                             |
| 6  | 27 dicembre 2014            | ISBN 978-4-04-067234-2      |                             |
| 7  | 27 giugno 2015              | ISBN 978-4-04-067544-2      |                             |
| 8  | 26 marzo 2016               | ISBN 978-4-04-068235-8      |                             |
| 9  | 27 marzo 2017               | ISBN 978-4-04-069094-0      |                             |
| 10 | 27 ottobre 2017             | ISBN 978-4-04-069475-7      |                             |
| 11 | 27 marzo 2018               | ISBN 978-4-04-069761-1      |                             |
| 12 | 27 settembre 2018           | ISBN 978-4-04-065113-2      |                             |
| 13 | 27 marzo 2019               | ISBN 978-4-04-065585-7      |                             |

### Anime
È stato fatto un adattamento anime chiamato Mekakucity Actors (メカクシティアクターズ?) diretto da Akiyuki Shibo e prodotto dallo studio Shaft. L’anime è composto da 12 episodi dalla durata di 24 minuti. La serie animata è stata mandata in onda nelle reti di Tokyo MX, GTV, GYT, BS11, AT-X dal 12 aprile al 28 giugno del 2014.

#### Episodi
| Nº | Titolo italiano Giapponese 「Kanji」 - Rōmaji                                             | In onda        | In onda |
| Nº | Titolo italiano Giapponese 「Kanji」 - Rōmaji                                             | Giapponese     |         |
| 1  | Artificial Enemy 「人造エネミー」 - Jinzō Enemī                                           | 12 aprile 2014 |         |
| 2  | Kisaragi Attention 「如月アテンション」 - Kisaragi Atenshon                               | 19 aprile 2014 |         |
| 3  | Blindfold Code 「メカクシコード」 - Mekakushi Kōdo                                        | 26 aprile 2014 |         |
| 4  | Heat Haze Daze 「カゲロウデイズ」 - Kagerō Deizu                                          | 3 maggio 2014  |         |
| 5  | Kaien Panzermast (Showtime Loudspeaker Pole) 「カイエンパンザマスト」 - Kaien Panzamasuto | 10 maggio 2014 |         |
| 6  | Headphone Actor 「ヘッドフォンアクター」 - Heddofon Akutā                                 | 17 maggio 2014 |         |
| 7  | Konoha's State of the World 「コノハの世界事情」 - Konoha no Sekai Jijou                  | 24 maggio 2014 |         |
| 8  | Lost Time Memory 「ロスタイムメモリー」 - Rosutaimu Memorī                                | 31 maggio 2014 |         |
| 9  | Ayano's Theory of Happiness 「アヤノの幸福理論」 - Ayano no Kōfuku Riron                  | 7 giugno 2014  |         |
| 10 | Fantasy Forest 「空想フォレスト」 - Kūsō Foresuto                                         | 14 giugno 2014 |         |
| 11 | Moon Viewing Recital 「オツキミリサイタル」 - Otsukimi Risaitaru                          | 21 giugno 2014 |         |
| 12 | Summertime Record 「サマータイムレコード」 - Samātaimu Recōdo                             | 28 giugno 2014 |         |

#### Colonna sonora
Sigla d'apertura
- Daze di Jin cantata da MARIA del duo GARNiDELiA.
- Aki Okui nell'episodio 9 dell'anime ha cantato Ayano’s Theory of Happiness.
- LiSA nell'episodio 6 ha cantato Headphone Actor.

Sigle di chiusura
- Days di Jin cantato da Lia
- Yūkei Yesterday di Jin cantato da LiSA nell'episodio 6.
- Lost Time Memory di Jin cantato da Kōta Matsuyama nell'episodio 8.
- Summertime Record di Jin cantato da Takuro Sugawara nell'ultimo episodio.

### Seek at Mekakucity
Per il quinto anniversario della serie venne trasmesso in diretta streaming sul sito di Niconico un evento che durò dal 7 al 15 agosto del 2016. L'evento, chiamato Seek at Mekakucity, era diviso in quattro episodi con la durata di quindici minuti ciascuno.
In questo storia, i membri del Mekakushi Dan ricevono una lettera d'invito ad andare in una villa. Al loro ingresso nella dimora, vengono separati gli uni dagli altri e si trovano a dover risolvere i vari enigmi che gli vengono via via posti. I fan della serie, interattivamente, avevano la possibilità di inserire le risposte dei vari enigmi su un post nel Twitter ufficiale dell'evento.
Alla fine di tale evento fu annunciato il terzo album musicale della serie, mentre fu pubblicato un trailer sul canale YouTube Edword Records.

### Film
Sidu sceneggiò e diresse un breve film, della durata di 20 minuti, intitolato Kagerou daze -in a day’s-, prodotto dallo studio Jumonji. Il film fu pubblicato il 4 novembre del 2016.

## Accoglienza
Nel 2018, il secondo manga ha raggiunto i 4.3 milioni di copie vendute.